# حلزون مخروطي
حلزون مخروطي (الاسم العلمي: Conus) هو جنس، في فصيلة حلزونات مخروطية، وضع التسمية العلمية  كارولوس لينيوس.

## أصنوفات
الأصنوفات الأدنى لهذا الكائن:
- كود سباركل
- تحديث القائمة

نوع:Conus ferrugineus 
اسم علمي: Conus ferrugineus

نوع:Conus fijisulcatus 
اسم علمي: Conus fijisulcatus

نوع:Conus franciscoi 
اسم علمي: Conus franciscoi

نوع:Conus frausseni 
اسم علمي: Conus frausseni

نوع:Conus fuscoflavus 
اسم علمي: Conus fuscoflavus

نوع:Conus garywilsoni 
اسم علمي: Conus garywilsoni

نوع:Conus gauguini 
اسم علمي: Conus gauguini

نوع:Conus gigasulcatus 
اسم علمي: Conus gigasulcatus

نوع:Conus gradatulus 
اسم علمي: Conus gradatulus

نوع:Conus guanche 
اسم علمي: Conus guanche

نوع:Conus harlandi 
اسم علمي: Conus harlandi

نوع:Conus havanensis 
اسم علمي: Conus havanensis

نوع:Conus hennequini 
اسم علمي: Conus hennequini

نوع:Conus honkeri 
اسم علمي: Conus honkeri

نوع:Conus hybridus 
اسم علمي: Conus hybridus

نوع:Conus iheringi 
اسم علمي: Conus iheringi

نوع:Conus infinitus 
اسم علمي: Conus infinitus

نوع:Conus ione 
اسم علمي: Conus ione

نوع:Conus jucundus 
اسم علمي: Conus jucundus

نوع:Conus julieandreae 
اسم علمي: Conus julieandreae

نوع:Conus julii 
اسم علمي: Conus julii

نوع:Conus kalafuti 
اسم علمي: Conus kalafuti

نوع:Conus kersteni 
اسم علمي: Conus kersteni

نوع:Conus kiicumulus 
اسم علمي: Conus kiicumulus

نوع:Conus kinoshitai 
اسم علمي: Conus kinoshitai

نوع:Conus korni 
اسم علمي: Conus korni

نوع:Conus kremerorum 
اسم علمي: Conus kremerorum

نوع:Conus kuroharai 
اسم علمي: Conus kuroharai

نوع:Conus lenhilli 
اسم علمي: Conus lenhilli

نوع:Conus lentiginosus 
اسم علمي: Conus lentiginosus

نوع:Conus leobrerai 
اسم علمي: Conus leobrerai

نوع:Conus longurionis 
اسم علمي: Conus longurionis

نوع:Conus lugubris 
اسم علمي: Conus lugubris

نوع:Conus luquei 
اسم علمي: Conus luquei

نوع:Conus malacanus 
اسم علمي: Conus malacanus

نوع:Conus mayaguensis 
اسم علمي: Conus mayaguensis

نوع:Conus mcbridei 
اسم علمي: Conus mcbridei

نوع:Conus melissae 
اسم علمي: Conus melissae

نوع:Conus melvilli 
اسم علمي: Conus melvilli

نوع:Conus milesi 
اسم علمي: Conus milesi

نوع:Conus mindanus 
اسم علمي: Conus mindanus

نوع:Conus miruchae 
اسم علمي: Conus miruchae

نوع:Conus mitraeformis 
اسم علمي: Conus mitraeformis

نوع:Conus neptunus 
اسم علمي: Conus neptunus

نوع:Conus nielsenae 
اسم علمي: Conus nielsenae

نوع:Conus nimbosus 
اسم علمي: Conus nimbosus

نوع:Conus nucleus 
اسم علمي: Conus nucleus

نوع:Conus nux 
اسم علمي: Conus nux

نوع:Conus ochroleucus 
اسم علمي: Conus ochroleucus

نوع:Conus orion 
اسم علمي: Conus orion

نوع:Conus otohimeae 
اسم علمي: Conus otohimeae

نوع:Conus papuensis 
اسم علمي: Conus papuensis

نوع:Conus parius 
اسم علمي: Conus parius

نوع:Conus patricius 
اسم علمي: Conus patricius

نوع:Conus plinthis 
اسم علمي: Conus plinthis

نوع:Conus poormani 
اسم علمي: Conus poormani

نوع:Conus profundorum 
اسم علمي: Conus profundorum

نوع:Conus pseudokimioi 
اسم علمي: Conus pseudokimioi

نوع:Conus quiquandoni 
اسم علمي: Conus quiquandoni

نوع:Conus rachelae 
اسم علمي: Conus rachelae

نوع:Conus rainesae 
اسم علمي: Conus rainesae

نوع:Conus ranonganus 
اسم علمي: Conus ranonganus

نوع:Conus raulsilvai 
اسم علمي: Conus raulsilvai

نوع:Conus regius 
اسم علمي: Conus regius

نوع:Conus regonae 
اسم علمي: Conus regonae

نوع:Conus rufimaculosus 
اسم علمي: Conus rufimaculosus

نوع:Conus salreiensis 
اسم علمي: Conus salreiensis

نوع:Conus salzmanni 
اسم علمي: Conus salzmanni

نوع:Conus saragasae 
اسم علمي: Conus saragasae

نوع:Conus sazanka 
اسم علمي: Conus sazanka

نوع:Conus scalaris 
اسم علمي: Conus scalaris

نوع:Conus scalarissimus 
اسم علمي: Conus scalarissimus

نوع:Conus scalptus 
اسم علمي: Conus scalptus

نوع:Conus scopulorum 
اسم علمي: Conus scopulorum

نوع:Conus sculletti 
اسم علمي: Conus sculletti

نوع:Conus sertacinctus 
اسم علمي: Conus sertacinctus

نوع:Conus shikamai 
اسم علمي: Conus shikamai

نوع:Conus smirna 
اسم علمي: Conus smirna

نوع:Conus solangeae 
اسم علمي: Conus solangeae

نوع:Conus sponsalis 
اسم علمي: Conus sponsalis

نوع:Conus submarginatus 
اسم علمي: Conus submarginatus

نوع:Conus sutanorcum 
اسم علمي: Conus sutanorcum

نوع:Conus swainsoni 
اسم علمي: Conus swainsoni

نوع:Conus tenuilineatus 
اسم علمي: Conus tenuilineatus

نوع:Conus terryni 
اسم علمي: Conus terryni

نوع:Conus tevesi 
اسم علمي: Conus tevesi

نوع:Conus thalassiarchus 
اسم علمي: Conus thalassiarchus

نوع:Conus thomae 
اسم علمي: Conus thomae

نوع:Conus tiaratus 
اسم علمي: Conus tiaratus

نوع:Conus timorensis 
اسم علمي: Conus timorensis

نوع:Conus tisii 
اسم علمي: Conus tisii

نوع:Conus traillii 
اسم علمي: Conus traillii

نوع:Conus unifasciatus 
اسم علمي: Conus unifasciatus

نوع:Conus vaubani 
اسم علمي: Conus vaubani

نوع:Conus venezuelanus 
اسم علمي: Conus venezuelanus

نوع:Conus verdensis 
اسم علمي: Conus verdensis

نوع:Conus viola 
اسم علمي: Conus viola

نوع:Conus violaceus 
اسم علمي: Conus violaceus

نوع:Conus vulcanus 
اسم علمي: Conus vulcanus

نوع:Conus xicoi 
اسم علمي: Conus xicoi